# Berchem
Berchem es un distrito meridional del municipio y ciudad de Amberes, en la Región Flamenca de Bélgica. Berchem se encuentra junto a la antigua Grote Steenweg («Gran Carretera Asfaltada» en neerlandés ), que ha conectado Bruselas con Amberes durante siglos. La ciudad limita con los distritos de Deurne, Borgerhout, Wilrijk y Amberes, y con el municipio de Mortsel. Berchem se compone de tres barrios : Oud Berchem, Groenenhoek y Nieuw Kwartier .
La circunvalación de Amberes y las líneas ferroviarias 25/27 a Bruselas y 15 a Lier y Hasselt dividen Berchem en varios barrios. Actualmente, se encuentran los barrios de Oud-Berchem ( dentro de la circunvalación, que incluye parte del barrio de Zurenborg ); el Nieuw Kwartier (Barrio Nuevo ), que abarca los antiguos barrios de Pulhof , Het Rooi y De Veldekens ; y el barrio de Groenenhoek . La línea ferroviaria 15/ 27A divide Groenenhoek en el antiguo y el nuevo.

## Estructura política
Tras la descentralización de Amberes en el año 2000, Berchem se convirtió en un distrito semiindependiente con su propio órgano legislativo, el llamado Districtsraad (Consejo de Distrito), y su propio colegio ejecutivo. El Consejo de Distrito está compuesto por 25 miembros, elegidos directamente por sufragio popular para mandatos de seis años. El colegio ejecutivo está compuesto por seis concejales (Districts schepenen), incluido un alcalde (Districtsburgemeester), quienes son nombrados por el Consejo de Distrito.

## Puntos de interés
La zona de Zurenborg alberga una alta concentración de casas adosadas de estilo Art Nouveau y fin de siglo, muchas de ellas construidas entre 1894 y 1906. Las principales calles de interés son Cogels-Osylei, Transvaalstraat y Waterloostraat. Tras la demolición prevista en la década de 1960 para su reemplazo por un complejo comercial y de oficinas, esta se evitó cuando la zona obtuvo la categoría de monumento en la década de 1980. En los últimos años, la zona se ha convertido en un atractivo para los visitantes amantes de la arquitectura.
La Driekoningenstraat-Statiestraat es la principal zona comercial de Berchem. Si bien sufre la competencia de los centros comerciales suburbanos, esta calle comercial aún ofrece una interesante combinación de tiendas de conveniencia y no alimentarias belgas, locales e internacionales. Recientemente se ha renovado, ofreciendo más espacio para los peatones.
En Groenenhoek se encuentra el Museo Flamenco del Tranvía y el Autobús .

## Transporte
La estación ferroviaria de Amberes-Berchem, ubicada en el distrito, es la segunda estación más grande de la ciudad. Salvo algunas excepciones, como el tren de alta velocidad Thalys, casi todos los trenes que paran en Amberes tienen parada en la estación de Amberes-Berchem.  El distrito de Berchem también cuenta con el servicio de las líneas de tranvía 4, 7, 9, 11 y 15, y numerosas líneas de autobús, que conectan Berchem con los distritos y municipios limítrofes, operadas por la empresa flamenca de transporte De Lijn. 

## Deportes
El club de fútbol es el Koninklijke Berchem Sport.